# 星扬西岸中心
星扬西岸中心是位於中國上海市徐汇区徐汇滨江地区的一座61层的摩天大樓。该楼由Gensler 设计，2022年竣工。根据世界高層建築與都市人居學會的数据，截至2024年3月，该大厦高285.1米， 是徐汇区最高的建筑， 也是上海第七高的建筑，中国第151高的建筑，亚洲第180高的建筑，世界第288高的建筑。 該大樓占地面积为18,622平方米，建築內的办公和商業面积为254,498平方米。該大廈的设计灵感来源于上海市市花白玉蘭。建筑顶部与國際金融中心相似。 该大厦与上海轨道交通11号线龙耀路站1号、2号出口相连。 